# Октябрьский (Архангельская область)
Октя́брьский — рабочий посёлок на юге Архангельской области, административный центр Устьянского района и муниципального образования «Октябрьское». Согласно оценкам, в 2016 году в посёлке проживало 9133 человек.
Распоряжением Правительства РФ от 29.07.2014 N 1398-р (ред. от 13.05.2016) «Об утверждении перечня моногородов», включён в список моногородов Российской Федерации с риском ухудшения социально-экономического положения.

## География
Расположен на левом берегу реки Устья (приток Ваги). Ближайшая железнодорожная станция — Костылево Северной железной дороги. Связан автомобильной дорогой «Коноша-Вельск-Шангалы» с федеральной трассой М8.

## История
До 1950 года, на территории нынешнего посёлка Октябрьский, на левом берегу реки Устья находилась деревня Туроносовская, или же Нижняя Поржема. В 1950 году, в связи со строительством Шангальской лесоперевалочной базы, начинается строительство посёлка Первомайский. 6 января 1958 года посёлку присваивается нынешнее название Октябрьский и он получает статус посёлка городского типа. В 1975 году административный центр Устьянского района переносится сюда из села Шангалы. С 2006 года является центром МО «Октябрьское».

## Население
| 1959  | 1970  | 1979  | 1989    | 2002    | 2009  | 2010  | 2011  | 2012  |
| ----- | ----- | ----- | ------- | ------- | ----- | ----- | ----- | ----- |
| 3886  | ↗6949 | ↗7923 | ↗10 169 | ↘10 081 | ↘9662 | ↘9307 | ↘9288 | ↘9198 |
| 2013  | 2014  | 2015  | 2016    | 2017    | 2018  | 2019  | 2020  | 2021  |
| ↘9112 | ↘9096 | ↗9137 | ↘9133   | ↗9161   | ↘9120 | ↘9057 | ↘9016 | ↗9137 |
| 2023  |       |       |         |         |       |       |       |       |
| ↘9008 |       |       |         |         |       |       |       |       |

Национальный состав
По итогам переписи населения 2020 года проживали следующие национальности (национальности менее 0,1 % и другое, см. в сноске к строке «Другие»):
| Национальность | Численность, чел. | Доля     |
| -------------- | ----------------- | -------- |
| Русские        | 8890              | 97,30 %  |
| Украинцы       | 35                | 0,38 %   |
| Азербайджанцы  | 34                | 0,37 %   |
| Белорусы       | 15                | 0,16 %   |
| Другие         | 163               | 1,79 %   |
| Итого          | 9137              | 100,00 % |

## Экономика
Основным градообразующим предприятием является ООО Группа компаний «УЛК», занимающаяся лесозаготовками, деревообработкой, поставкой теплоносителей, горячим, холодным водоснабжением. В 2014—2015 годах силами ООО ГК «УЛК» в посёлке Октябрьский возведена самая мощная на тот день котельная на биотопливе, использующая в качестве топлива отходы местного деревообрабатывающего производства опилки, щепу, кору. Мощность возведённой котельной составляет 45 МВт.
Сотовая связь обеспечивается операторами «МегаФон», МТС, «Билайн», Tele2.

## Культура
В посёлке работают две общеобразовательные школы, детский дом, Устьянский индустриальный техникум (УИТ, бывшее ПУ № 34), районный дом культуры (центр досуга), дом детского творчества, детская школа искусств № 33, районная библиотека, краеведческий музей, детская библиотека, детская спортивная школа. На базе центра досуга проходят мероприятия районного, областного и международного уровня («Медовый спас», ярмарка меда и международная конференция пчеловодов и др.), действуют народный хор, танцевальный коллектив «Сириус», хор ветеранов.
Также функционируют районная больница, спорткомплекс имени Ивана Кокорина, подполковника ФСБ, погибшего в Чечне. В процессе строительства православная церковь в честь Казанской иконы Божией Матери, также существует маленькая православная церковь Святого Прокопия Устьянского. Наряду с этим, в посёлке функционирует молельный дом церкви адвентистов Седьмого дня.